# 고지제도
고지제도란 행정청이 처분을 서면으로 하거나 또는 이해관계인으로부터 요구가 있는 경우에 그 상대방이나 이해관계인에게 당해 처분에 관하여 행정심판을 제기할 수 있는지의 여부, 제기하는 경우에 행정심판위원회, 청구기간, 청구절차 등을 알려주는 제도를 말한다. 이런 고지제도는 국민에게 행정제도의 이용기회를 보장하고, 행정청에 의한 처분의 적정성 확보에 기여한다.

## 법적근거
행정심판법 제58조와 행정절차법 제26조에 규정되어 있다. 그러나 행정심판법상의 고지제도는 직권고지 외 신청에 의한 고지도 인정하고 있는 점, 고지의무불이행에 대한 제재규정을 둔 점, 행정심판 외 행정소송이나 기타 불복방법은 고지대상이 아닌 점 등에서 행정절차법상의 고지제도와 다르다.

## 종류
- 직권에 의한 고지
- 청구에 의한 고지